# 2769 Mendeleev
2769 Mendeleev este un asteroid din centura principală, descoperit pe 1 aprilie 1976, de Nikolai Cernîh.